# Binakanahalli, Tirumakudal Narsipur
Binakanahalli là một làng thuộc tehsil Tirumakudal Narsipur, huyện Mysore, bang Karnataka, Ấn Độ.